# Lorenzo de' Medici, duca di Urbino
Lorenzo di Piero de' Medici (Firenze, 12 settembre 1492 – Firenze, 4 maggio 1519), unico figlio maschio non morto infante di Piero "il Fatuo" de' Medici e di Alfonsina Orsini, fu signore di Firenze e il primo ed unico duca di Urbino della dinastia Medici.
Bello d'aspetto, cavalcatore e cacciatore, non privo di abilità e di astuzia, fu, per difetto di energia e di coraggio, inferiore alla sua fama. A lui Niccolò Machiavelli dedicò Il Principe e Michelangelo Buonarroti ne idealizzò la figura nel "Pensieroso" delle tombe medicee.

## Biografia
Era figlio di Piero II de' Medici ("il Fatuo") e di Alfonsina Orsini. Suo nonno era quindi Lorenzo il Magnifico, con il quale a volte viene erroneamente confuso per l'omonimia dei loro nomi e di quelli dei rispettivi padri. Lorenzo visse la sua giovinezza a Roma, dove la famiglia de' Medici era riparata dopo la cacciata da Firenze nel 1494, quando suo padre aveva aperto le porte della Toscana al re di Francia Carlo VIII e i fiorentini si erano ribellati al potere della dinastia, dando vita ad una nuova repubblica.
Nel 1512 Lorenzo poté rientrare a Firenze grazie all'appoggio di papa Giulio II e della Lega Santa: un esercito spagnolo, al comando di Raimondo de Cardona, invase il Mugello e mise a sacco Prato e Campi Bisenzio in modo orrendo. Davanti a queste devastazioni, i fiorentini si arresero ed accettarono il ritorno della casata medicea.
Tra le vittime delle repressioni e delle vendette che seguirono la restaurazione medicea, ci furono anche Niccolò Machiavelli, che fu esiliato nella sua tenuta di San Casciano in Val di Pesa, e il gonfaloniere Pier Soderini, che fu costretto all'esilio.

### Duca di Urbino
Nel 1516, grazie all'appoggio di Leone X (di cui era nipote, essendo il pontefice figlio del Magnifico), Lorenzo ottenne anche l'investitura del Ducato di Urbino, sottratto ai Della Rovere al termine di una guerra dispendiosa e vana.
Nel 1517 venne ferito al collo da un archibugiere nemico durante l'assedio di Mondolfo.
Nel 1518, quando il ducato fu assalito dalle truppe degli spodestati Della Rovere, Lorenzo non seppe far fronte all'attacco e cedette il comando della guerra a Bernardo Dovizi da Bibbiena (noto come il Cardinal Bibbiena), valente letterato ed elegantissimo uomo di mondo quanto pessimo uomo d'arme, che a sua volta fu costretto alla ritirata.
Lorenzo morì a causa della sifilide soltanto 21 giorni dopo la nascita della figlia Caterina.

## Discendenza
Lorenzo sposò ad Amboise il 5 maggio 1518 Madeleine de la Tour d'Auvergne (1495-28 aprile 1519) di altissimo lignaggio, perché strettamente imparentata con la casa reale di Francia. La sposa infatti era figlia di Giovanni III de La Tour (Conte d'Alvernia e di Lauragais) e di Giovanna di Borbone detta "Giovanna la Giovane".
Durante la celebrazione delle nozze tra Lorenzo e Madeleine, venne allestita per la prima volta Mandragola, la celebre commedia di Niccolò Machiavelli.
Dal loro matrimonio nacque Caterina de' Medici, futura regina di Francia. Poche settimane dopo la nascita della figlia, Lorenzo e la moglie morirono a qualche giorno di distanza l'uno dall'altra, ed il Ducato di Urbino ritornò alla famiglia dei Della Rovere.
Alessandro de' Medici viene considerato figlio naturale di Lorenzo, avuto da Simonetta da Collevecchio, serva di sua moglie, ma alcuni considerano questa notizia una copertura per nascondere il fatto che Alessandro era forse il frutto di un amore clandestino, con una serva mulatta, del cardinale Giulio de' Medici, poi diventato papa Clemente VII.

## La sepoltura

Firenze, Tomba di Lorenzo de' Medici duca di Urbino

La sua tomba nella cappella dei Medici nella chiesa di San Lorenzo a Firenze, opera di Michelangelo, è famosa per le statue del Crepuscolo e dell'Aurora e dal suo ritratto, allegorico, in abiti di condottiero romano. 

A causa dell'omonimia col nonno Lorenzo il Magnifico (si chiamavano entrambi Lorenzo di Piero de' Medici), la sua tomba è talvolta scambiata per quella del suo antenato.

## Omaggi
- A lui, dopo essersi inizialmente riproposto di dedicarlo allo zio Giuliano, Niccolò Machiavelli dedicò Il Principe, nato come raccolta di esempi, trattazioni e suggerimenti verso colui che all'epoca comandava Firenze.

## Ascendenza
|                                   |              |                        | Genitori                   |  |  | Nonni |  |  | Bisnonni         |  |  | Trisnonni         |  |
|                                   |              |                        |                            |  |  |       |  |  | Piero il Gottoso |  |  | Cosimo de' Medici |  |
|                                   |              |                        |                            |  |  |       |  |  | Piero il Gottoso |  |  | Cosimo de' Medici |  |
|                                   |              | Contessina de' Bardi   |                            |  |  |       |  |  | Piero il Gottoso |  |  |                   |  |
| Lorenzo de' Medici                |              |                        |                            |  |  |       |  |  | Piero il Gottoso |  |  |                   |  |
|                                   |              | Lucrezia Tornabuoni    | Francesco Tornabuoni       |  |  |       |  |  |                  |  |  |                   |  |
|                                   |              | Lucrezia Tornabuoni    | Francesco Tornabuoni       |  |  |       |  |  |                  |  |  |                   |  |
|                                   |              | Lucrezia Tornabuoni    | Selvaggia degli Alessandri |  |  |       |  |  |                  |  |  |                   |  |
| Piero il Fatuo                    |              | Lucrezia Tornabuoni    |                            |  |  |       |  |  |                  |  |  |                   |  |
|                                   |              | Jacopo Orsini          | Orso Orsini                |  |  |       |  |  |                  |  |  |                   |  |
|                                   |              | Jacopo Orsini          | Orso Orsini                |  |  |       |  |  |                  |  |  |                   |  |
|                                   |              | Jacopo Orsini          | Lucrezia Conti             |  |  |       |  |  |                  |  |  |                   |  |
| Clarice Orsini                    |              | Jacopo Orsini          |                            |  |  |       |  |  |                  |  |  |                   |  |
|                                   |              | Maddalena Orsini       | Carlo Orsini               |  |  |       |  |  |                  |  |  |                   |  |
|                                   |              | Maddalena Orsini       | Carlo Orsini               |  |  |       |  |  |                  |  |  |                   |  |
|                                   |              | Maddalena Orsini       | …                          |  |  |       |  |  |                  |  |  |                   |  |
| Lorenzo de' Medici duca di Urbino |              | Maddalena Orsini       |                            |  |  |       |  |  |                  |  |  |                   |  |
|                                   | Carlo Orsini | …                      |                            |  |  |       |  |  |                  |  |  |                   |  |
|                                   | Carlo Orsini | …                      |                            |  |  |       |  |  |                  |  |  |                   |  |
|                                   | Carlo Orsini | …                      |                            |  |  |       |  |  |                  |  |  |                   |  |
| Roberto Orsini                    | Carlo Orsini |                        |                            |  |  |       |  |  |                  |  |  |                   |  |
|                                   |              | Paola Orsini           | …                          |  |  |       |  |  |                  |  |  |                   |  |
|                                   |              | Paola Orsini           | …                          |  |  |       |  |  |                  |  |  |                   |  |
|                                   |              | Paola Orsini           | …                          |  |  |       |  |  |                  |  |  |                   |  |
| Alfonsina Orsini                  |              | Paola Orsini           |                            |  |  |       |  |  |                  |  |  |                   |  |
|                                   |              | Amerigo Sanseverino    | …                          |  |  |       |  |  |                  |  |  |                   |  |
|                                   |              | Amerigo Sanseverino    | …                          |  |  |       |  |  |                  |  |  |                   |  |
|                                   |              | Amerigo Sanseverino    | …                          |  |  |       |  |  |                  |  |  |                   |  |
| Caterina Sanseverino              |              | Amerigo Sanseverino    |                            |  |  |       |  |  |                  |  |  |                   |  |
|                                   |              | Margherita Sanseverino | …                          |  |  |       |  |  |                  |  |  |                   |  |
|                                   |              | Margherita Sanseverino | …                          |  |  |       |  |  |                  |  |  |                   |  |
|                                   |              | Margherita Sanseverino | …                          |  |  |       |  |  |                  |  |  |                   |  |
|                                   |              | Margherita Sanseverino |                            |  |  |       |  |  |                  |  |  |                   |  |